# Euphorbia perlignea
Euphorbia perlignea là một loài thực vật có hoa trong họ Đại kích. Loài này được McVaugh mô tả khoa học đầu tiên năm 1961.